# Народно читалище „Напредък – 1869“ (Пирдоп)
Вижте пояснителната страница за други значения на Народно читалище „Напредък“.
Народно читалище „Напредък – 1869“ е културен институт, създаден в град Пирдоп през 1869 г. През 1871 г. се нарича читалище „Съгласие“.
Читалището е учредено е през есента на 1869 година, когато за главен учител в класното училище в Пирдоп е назначен копривщенеца Александър Груев, брат на познатите възрожденски дейци Йоаким, Георги и Веселин Груеви. Още в началото на своята дейност като учител Александър Груев приготвя проект-устава. В празничните дни той свиква „младите чорбаджии“ като слушатели или лектори в „беседите“ и късно през есента на 1869 г. е учредена читалищната организация в Пирдоп. Около четиридесет души учители, търговци, занаятчии и земеделци са първите членове на пирдопското читалище, което наричат „Напредък“. За ръководство на читалището избират: председател – Александър Груев, библиотекар Никола Груев, касиер Филип Недков, деятелни членове: Лукан Хаджипавлов и М. Златанов. Макар и първият устав на читалището да не е запазен е известно, че читалището си поставя за задача да издигне националното самосъзнание, духовното състояние и материалното положение на своите членове, които според първият устав могат да членуват само ако са на възраст над 30 години.
През 1892 Никола Пушкаров, като председател на читалището дава идея, с цел удовлетворяването на по-новите изисквания и нарастващия вкус на гражданството да се предприемат мерки за построяване на нова читалищна сграда. Обществената дейност в Пирдоп преживява нормализиране и разцвет преди Балканската война. По време на самата война читалищните дейци са ангажирани със събиране на средства за подпомагане на бедни войнишки семейства. В рамките на своите възможности читалището се притичва на помощ на изпадналите в затруднение граждани. В повечето случаи то дарява дрехи, обувки и учебници на бедни ученици. За тази цел се изнасят нарочно вечеринки, прихода от които е предназначен и за ученическите трапезарии.

## Школи и клубове по интереси
Смесен битов хор, Танцов клуб „Шарено хоро“, литературен клуб, читателски клуб, школа по Арт изкуство, школа по пиано, школа по китара, школа за модерни танци „Средногорие данс“.